# بین بلوسوم (ایندیانا)
بین بلوسوم (به انگلیسی: Beanblossom) یک منطقهٔ مسکونی در ایالات متحده آمریکا است که در شهرستان براون، ایندیانا واقع شده‌است. بین بلوسوم ۲۲۴٫۰۳ متر بالاتر از سطح دریا واقع شده‌است.